# Vlag van West Betuwe

Officiële vlag vanaf december 2024

De vlag van West Betuwe is sinds 17 december 2024 de officiële gemeentevlag van de gemeente West Betuwe en is een van de symbolen van de gemeente. Andere belangrijke symbolen zijn het wapen van West Betuwe en de door Mariska Timmer ontworpen ambtsketen van de burgemeester van West Betuwe. Voorafgaand aan de officiële vlag voerde de gemeente vanaf de oprichting in 2019 een logovlag. Deze blijft in gebruik om de gemeentelijke organisatie te representeren.

## Gemeentevlag

Gemeentewapen

De vlag is afgeleid van het gemeentewapen, dat zelf gebaseerd is op wapens van de fusiegemeenten. Het is in overleg met de Hoge Raad van Adel ontworpen ter gelegenheid van het vijfjarig bestaan van de gemeente.
De gemeentevlag bestaat uit drie horizontale banen en een kanton. Elke baan verwijst een onderdeel van het gemeentewapen:
- De bovenste baan, horizontaal verdeeld in blauw-wit-blauw, verwijst naar de blauwe palen van paalvair uit het gemeentewapen. In de heraldiek is dit een bekend element; het kwam voor in diverse plaatselijke wapens, waarvan er een aantal genoemd worden bij het wapen van Haaften.
- De middelste baan, drie witte en twee rode gekanteelde banen, verwijst naar het geslacht Van Arkel, waarvan het familiewapen voorkwam in wapens van voorgaande gemeenten.
- De onderste baan, horizontaal verdeeld in rood-geel-rood, verwijst naar de gouden bezanten, afkomstig uit het wapen van Geldermalsen. De bezanten zijn sterk vereenvoudigde weergaven van gouden munten.

Het kanton loopt van de bovenste baan door tot in de middenbaan en overlapt de bovenste kantelen. De zwarte poort op een gele achtergrond symboliseert de stadsrechten van Asperen en Heukelum en de vele kastelen die de gemeente telde.

## Logovlag

Logovlag

De gemeente voert vanaf de oprichting een logovlag, die het gemeentelogo met belettering toont op een witte achtergrond. Logovlaggen voldoen niet aan de regels van de vlaggenkunde en worden niet opgenomen in het vlaggenregister van de Hoge Raad van Adel.

## Gebruik
De logovlag symboliseert de gemeentelijke organisatie en de gemeentevlag het rechtsgebied. Bij het gemeentehuis wappert de logovlag standaard. Zo'n vlag met beeldmerk valt onder het merkenrecht en afhankelijk van het gebruik kan instemming van de gemeente vereist zijn, wat bij erkende vlaggen niet het geval is.
Voor de officiële vlag volgt West Betuwe de landelijke vlaginstructie. Specifiek wordt de vlag gevoerd bij bijzondere gelegenheden zoals bij officiële, historische en ceremoniële gelegenheden, als steunbetuiging en bij rampen of oorlogen en ook bij lokale feestelijkheden en bij het overlijden van een medewerker. De burgemeester bepaalt op welke gelegenheden en andere locaties naast het gemeentehuis er gevlagd wordt.
Bij de vlaginstructie beperkt vlaggen voert het gemeentehuis de vlag, bij uitgebreid vlaggen ook andere representatieve gebouwen; in West Betuwe zijn dit kerktorens. Door een wet uit de napoleontische tijd zijn veel kerktorens in bezit gekomen van Nederlandse gemeenten, terwijl het eigendom van de kerken zelf niet veranderde. Uitgebreid gevlagd wordt er vanaf de volgende gemeentelijke torens:
- Acquoy: hervormde kerk
- Asperen: hervormde kerk
- Beesd: hervormde kerk
- Buurmalsen: hervormde kerk
- Deil: hervormde kerk
- Enspijk: hervormde kerk
- Geldermalsen: hervormde kerk
- Gellicum: rooms-katholieke kerk
- Haaften: hervormde kerk
- Meteren: hervormde kerk
- Ophemert: hervormde kerk
- Rhenoy: hervormde kerk
- Rumpt: hervormde kerk
- Spijk: hervormde kerk
- Tricht: hervormde kerk
- Tuil: hervormde kerk
- Varik: De dikke toren.

## Voetnoten
Aalten ·
Apeldoorn ·
Arnhem ·
Barneveld ·
Berg en Dal ·
Berkelland ·
Beuningen ·
Bronckhorst ·
Brummen ·
Buren ·
Culemborg ·
Doesburg ·
Doetinchem ·
Druten ·
Duiven ·
Ede ·
Elburg ·
Epe ·
Ermelo ·
Harderwijk ·
Hattem ·
Heerde ·
Heumen ·
Lingewaard ·
Lochem ·
Maasdriel ·
Montferland ·
Neder-Betuwe ·
Nijkerk ·
Nijmegen ·
Nunspeet ·
Oldebroek ·
Oost Gelre ·
Oude IJsselstreek ·
Overbetuwe ·
Putten ·
Renkum ·
Rheden ·
Rozendaal ·
Scherpenzeel ·
Tiel ·
Voorst ·
Wageningen ·
West Betuwe ·
West Maas en Waal ·
Westervoort ·
Wijchen ·
Winterswijk ·
Zaltbommel ·
Zevenaar ·
Zutphen